# L.A. Zombie - L'ultima apocalisse
L.A. Zombie - L'ultima apocalisse (Apocalypse L.A.) è un film del 2014 diretto da Turner Clay.
Non va confuso col film L.A. Apocalypse - Apocalisse a Los Angeles (LA Apocalypse) del 2015 di Michael J. Sarna o con L.A. Zombie di Bruce LaBruce.

## Trama
Los Angeles viene contaminata da una pioggia di meteoriti che rilascia del fumo tossico su tutta la città. Un'epidemia trasformerà gli abitanti in zombi.

## Distribuzione
- USA: 23 settembre 2014 (DVD première - Apocalypse L.A.)
- Svezia: 20 maggio 2017 (TV première - Apocalypse L.A.)
- Brazile: Desastre: O Último Apocalipse Zumbi
- Italia: L.A. Zombie - L'ultima apocalisse
- Portogallo: Desastre L.A.: O Último Apocalipse Zombie
- Russia: Вторжение в Лос-Анджелес
- USA: Disaster L.A. (riedito con nuovo titolo in DVD e Blu-Ray dalla Warner Bros.)